# 주주클럽 (텔레비전 프로그램)
《주주클럽》은 2002년 3월 4일부터 2009년 4월 19일까지 방송된 KBS 2TV, KBS 1TV의 동물 전문 예능 프로그램이다.

## 기획 의도
신비한 동물 세계의 독특한 질서를 관찰하고, 동물들과의 교감을 통해 현대인이 잃어가고 있는 인간 본연의 순수성을 확인하고자 하는 내용의 프로그램.

## 방송 시간
| 방송 채널 | 방송 기간                           | 방송 시간                         |
| --------- | ----------------------------------- | --------------------------------- |
| KBS 2TV   | 2002년 3월 4일 ~ 2002년 10월 14일   | 매주 월요일 저녁 8:20 ~ 밤 9:20   |
| KBS 2TV   | 2002년 10월 28일 ~ 2003년 10월 27일 | 매주 월요일 저녁 7:00 ~ 8:00      |
| KBS 2TV   | 2004년 11월 7일 ~ 2009년 4월 19일   | 매주 일요일 오전 11:45 ~ 낮 12:40 |
| KBS 1TV   | 2003년 11월 8일 ~ 2004년 10월 30일  | 매주 토요일 저녁 5:10 ~ 6:00      |

## 진행자
(집단 MC 체제) (1차)
- 김원희, 고명환, 김진희, 리치, 홍연정 (2002.3.4 ~ 2002.4.8)
- 손범수, 김원희, 여윤정, 심태윤, 홍연정 (2002.4.15 ~ 2002.4.29)
- 손범수, 김원희, 김진희, 리치, 홍연정 (2002.5.6 ~ 2002.5.27)
- 손범수, 김원희, 김진희, 리치 (2002.6.24)
- 손범수, 김원희, 홍진경, 김진희, 리치 (2002.7.1 ~ 2002.10.14)
- 박수홍, 윤정수, 이세은 (2002.10.28 ~ 2003.2.3)
- 박수홍, 윤정수, 소이 (2003.2.10 ~ 2003.7.21)
- 박수홍, 윤정수, 소이, 김이지 (2003.7.28 ~ 2003.10.27)
- 박수홍, 윤정수, 김이지, 김기만 (2003.11.8 ~ 2003.12.13)
- 박수홍, 윤정수, 서민정, 김기만 (2003.12.20 ~ 2004.10.30) (그 이후 MC제가 잠정 폐지되는 동시에 스튜디오 촬영도 없어졌다.)

(집단 MC 체제) (2차)
- 이영자, 김기수, 송현정 (2004.11.7 ~ 2005.5.8) (MC제가 부활되었으나 코너 MC 형식으로 꾸며짐)
- 이영자, 심현섭, 송현정 (2005.5.15 ~ 2005.6.5)
- 김현욱, 심현섭, 송현정, 김효진 (2005.6.12 ~ 2005.11.20) (2005년 11월 6일부터 MC제 없이 다큐멘터리 형식으로 변경되었다.)

(2인 체제 MC 형식)
- 현영, 김태균 (2005.11.27 ~ 2006.3.26) (스튜디오 촬영 부활)
- 양미라, 김태균 (2006.4.2 ~ 2007.5.13)
- 붐, 이선영 (2007.5.20 ~ 2009.3.1)
- 조우종, 이선영 (2009.3.8 ~ 2009.4.19)

## 카라의 동거동락
- 카라 (2008.9.21 ~ 2008.10.19)

## 같이 보기
- 동물법
- 동물보호법
- 동물병원
- 도축장

## 동일 소재 프로그램
- 우리말 겨루기 (KBS 교양운영팀 제작)
- 가족오락관, 상상오락관, 옥탑방의 문제아들 (KBS 예능운영팀 제작)
- 동물의 왕국, 동물의 세계, 동물극장 단짝 (KBS 1TV)
- 슈퍼독, 단짝, 은밀하고 위대한 동물의 사생활, 개는 훌륭하다, 동물은 훌륭하다, 나는 아픈 개와 산다, 펫 비타민 (KBS 2TV)
- 동물일기, 야옹멍멍 귀여워, 세상에 나쁜 개는 없다, 고양이를 부탁해, 아기 동물 귀여워, 펫하트, 극한 직업 (EBS 1TV)
- 세계의 비밀 수호대 번개맨 (EBS 2TV)
- 타타와 쿠마 (EBS·5BRICKS 공동 제작)
- 와우! 동물천하, 애니멀즈, 하하랜드, 오래봐도 예쁘다, 2020 추석특집 아이돌 멍멍 선수권대회, 심장이 뛴다 38.5 (MBC TV)
- TV 동물농장, 어쩌다 마주친 그 개, 펫미픽미, 푸바오와 할부지, 생활의 달인, 더솔져스, 검은 양 게임 (SBS TV)
- 마리와 나, 그랜드 부다개스트, 우리집 막내극장 (JTBC)
- 기막힌 동물원, 우리집에 해피가 왔다 (MBN)
- 동고동락, 개먼드라마 파트라슈 (TV조선)
- 대화가 필요한 개냥, 냐옹은 페이크다, 캣츠 앤 독스, 슬기로운 의사생활, 슬기로운 의사생활 시즌2, 해치지 않아, 해치지 않아 X 스우파, 슈퍼액션 (tvN)
- 펫토리얼리스트 (온스타일)
- 이 주의 책 (cpbc FM)
- 개별방송, 식빵 굽는 고양이, 잘살아보시개, 오 마이 펫, 여자친구! 강아지를 부탁해, 펫 닥터스 (skyPetpark)
- 상상고양이 (MBC 에브리원)
- 달려라 댕댕이 (MBC 에브리원, MBC 스포츠플러스 공동 제작)
- 펫츠고! 댕댕트립 (SBS 플러스)
- 소나무의 펫하우스 (SBS M)
- 라디오 북클럽, 주말하이킥 이윤석입니다 (MBC 표준FM)
- 개밥 주는 남자, 너는 내 운명, 서민갑부 (채널A)
- 천재! 시무라 동물원 (日 NTV)
- 도그 위스퍼러 (美 NGC채널)
- 지옥에서 온 고양이 (美 애니멀 플래닛)
- 개과천선 아메리카 (영국 채널 4, Sky One)

## 특이 사항
- 2003년 가을 개편 때 신설된 TV교과서 학교야 놀자에게 자리를 내준 후 2003년 11월 8일부터 2004년 10월 30일까지 KBS 1TV에서 토요일 저녁 5시 10분에 방송되었는데 당시 해당 프로그램과 동시간대에 경쟁한 KBS 2TV 쇼 파워 비디오 공동 진행자였던 김경식은 TV교과서 학교야 놀자 공동 진행자였다.[1]